# Hasselbek
Der Hasselbek ist ein linker Nebenfluss der Buckener Au in Schleswig-Holstein. Der Fluss hat eine Länge von ca. 4 km. Er entspringt zwischen Hohenwestedt und Tappendorf und mündet östlich von Rade b. Hohenwestedt in die Buckener Au.

## Sonstiges
In Google Maps und in der Topografischen Karte sowie in der Wander- und Freizeitkarte des Landesvermessungsamtes Schleswig-Holstein wird der Bach typografisch falsch als Hafselbek bzw. als Haffelbek bezeichnet. In Hohenwestedt ist eine Straße nach dem Bach benannt.